# Christian Fegler
Christian Fegler, född 29 januari 1980, är en svensk fotbollsmålvakt.
Christian Feglers moderklubb är IFK Knislinge. Han har bland annat spelat för IFK Hässleholm och varit i USA och spelat för Atlanta. Christian gjorde ett par år i Allsvenskan för Trelleborg FF där han oftast agerade andramålvakt. Innan dess gjorde han även en säsong i Mjällby AIF som då låg i superettan. Han avslutade fotbollskarriären med fyra år som förstamålvakt i Division 1-laget Kristianstads FF. Sedan 2016  jobbar han på Malmö idrottsgymnasium som rektor.